# Smíchov

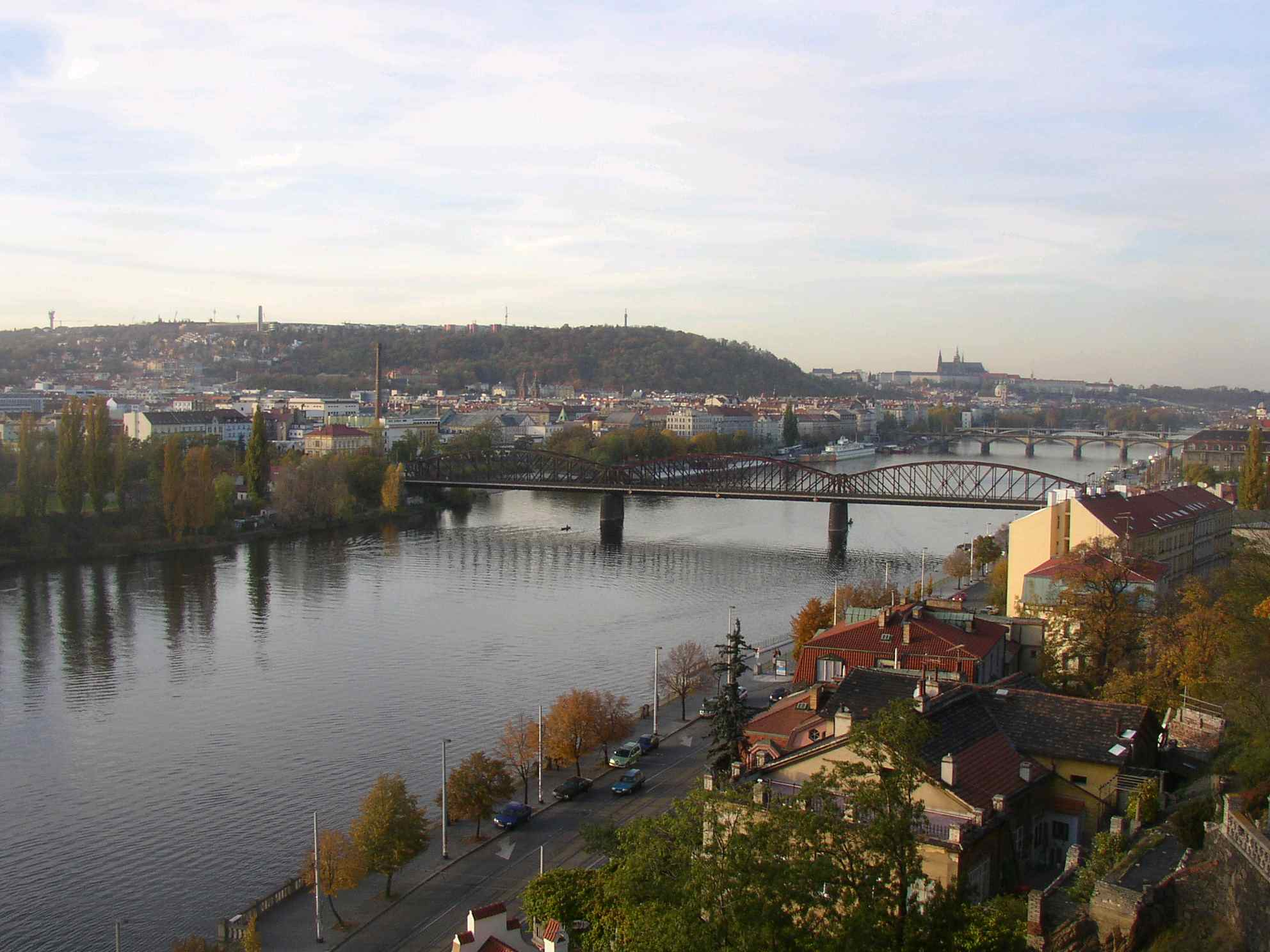
Smíchov, al marge esquerre del riu Vltava vist des de Vyšehrad.

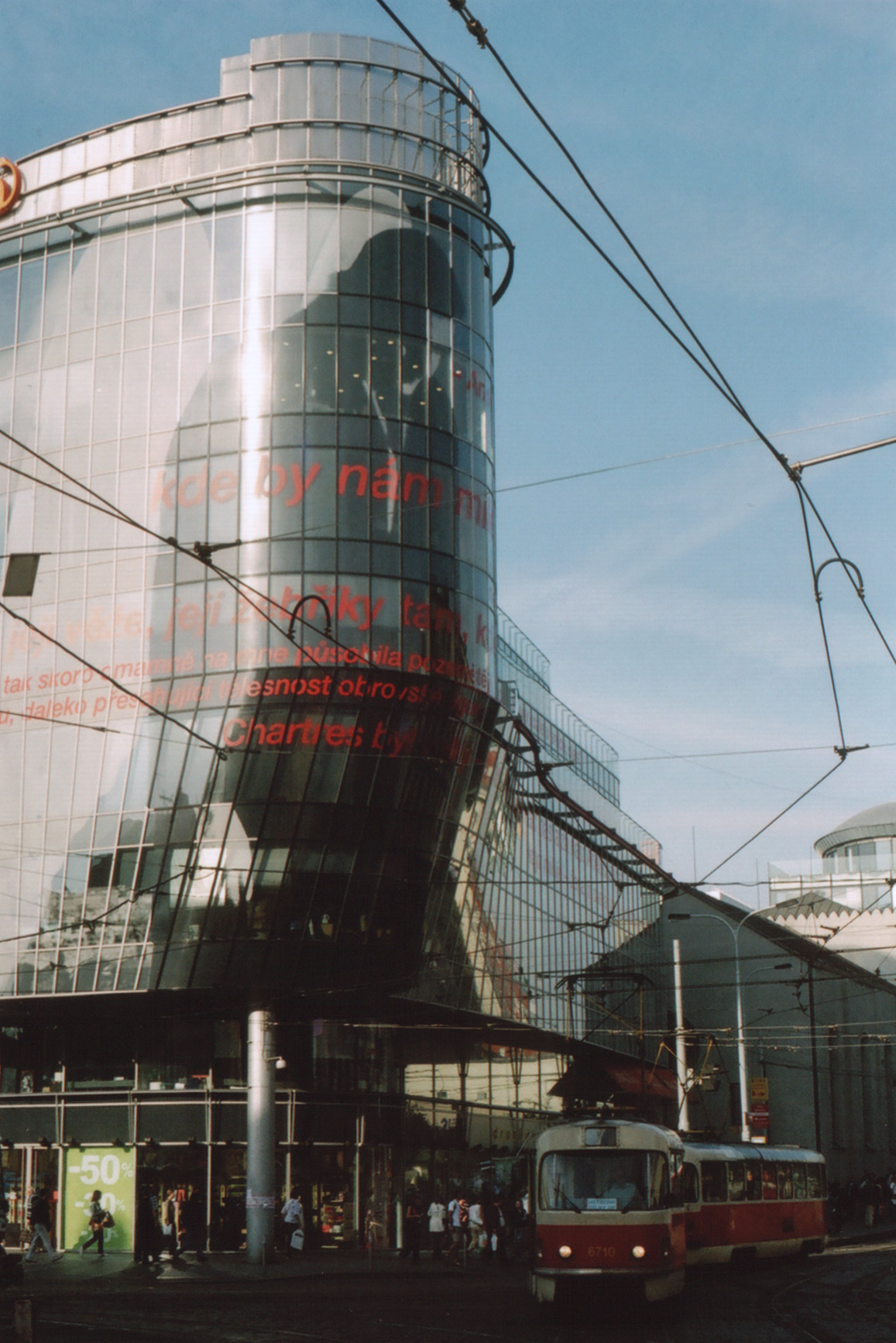
L'àngel a l'edifici de Jean Nouvel Golden Angel. El tramvia ČKD T3 va ser construït en una fàbrica localitzada a 100 metres de la cruïlla.

Smíchov (alemany: Smichow) és (des de 1909) un districte de Praga, la capital de la República Txeca, i és part de Praga 5. Es troba a la riba oest del riu Vltava.

## Història
Entre el 1945 i el 1989, el districte va tindre un monument dedicat als tancs soviètics de la Segona Guerra Mundial, que es trobava a la plaça Štefánik. El monument va ser llevat poc després de la Revolució de Vellut i un nou edifici de vidre i acer dissenyat per l'arquitecte francés Jean Nouvel es va convertir en el símbol del districte. Un àngel (anděl en txec) de la pel·lícula Der Himmel über Berlin de Wim Wenders està gravat al vidre de la façana. El centre de trànsit local fou rebatejat a Anděl (abans dit Moskevská per Moscou). La cerveseria Staropramen es troba a Smíchov.
La fàbrica Ringhoffer, fundada el 1852 pel magnat ferroviari Baró Franz Ringhoffer (1817-1873) i nacionalitzada després de la Segona Guerra Mundial, va ser una de les empreses industrials més grans de l'Imperi Austrohongarès (i més tard de Txecoslovàquia). La Ringhoffer Works amb més de 30.000 empleats va tenir un paper important a l'economia de l'Europa central, exportant vagons de trens, cotxes, i camions (Tatra) per tot el món. La fàbrica a Smíchov va produir trens especials i cotxes berlina per a líders europeus, i després de 1945 tramvies per a tot el bloc soviètic. Es va traslladar a Zličín en els 90 i ara és operada per Siemens AG. Els edificis van ser enderrocats i substituïts per un hipermercat, dos cinemes multiplex, dos hotels, i moltes altres estructures comercials.

## Persones destacades
- Karl Egon Ebert, poeta
- Moses Porges von Portheim, un batle jueu
- František Ringhoffer II. (1817-1873), baró, fundador de la fàbrica, batle de Smíchov
- Rayko Daskalov (1886–1923), polític agrari búlgar, fou assassinat per un associat de l'Organització Interna Revolucionària de Macedònia (VRMO) a Smíchov
- Madeleine Albright, exsecretària d'Estat dels Estats Units (23 de gener de 1997 – 20 de gener de 2001), primera dona a tindre el càrrec